# Équation aux différences
Ne doit pas être confondu avec Équation différentielle.
Cet article court présente un sujet plus développé dans : Différence finie.
En mathématiques, une équation aux différences est l'analogue d'une équation différentielle, où les dérivées sont remplacées par des opérateurs de différence finie.

## Fonctions d'une variable
À l'aide de l'opérateur :
{\displaystyle \Delta :a_{n}\mapsto a_{n+1}-a_{n}}
et de ses puissances :
{\displaystyle \Delta ^{2}:a_{n}\mapsto a_{n+2}-2\,a_{n+1}+a_{n}}, etc.,
des dérivées comme {\displaystyle {\frac {\mathrm {d} T}{\mathrm {d} t}}} et {\displaystyle {\frac {\mathrm {d} ^{2}T}{\mathrm {d} t^{2}}}} sont remplacées par {\displaystyle {\frac {\Delta T_{n}}{\Delta t_{n}}}} et {\displaystyle {\frac {\Delta ^{2}T_{n}}{(\Delta t_{n})^{2}}}}, où l'on prend généralement {\displaystyle \Delta t_{n}} constant (noté simplement {\displaystyle \Delta t}).

## Fonctions de plusieurs variables
De manière similaire, une équation aux dérivées partielles comme :
{\displaystyle {\frac {\partial T}{\partial t}}=\kappa {\frac {\partial ^{2}T}{\partial x^{2}}}},
portant sur la fonction inconnue {\displaystyle T(x,t)}, est remplacée par l'équation aux différences :
{\displaystyle {\frac {T_{m,n+1}-T_{m,n}}{\Delta t}}=\kappa {\frac {T_{m+2,n}-2\,T_{m+1,n}+T_{m,n}}{(\Delta x)^{2}}}},
qui porte sur les éléments {\displaystyle T_{m,n}} d'une double suite (dans l'espace et dans le temps).